# 11. ožujka
11. ožujka (11. 3.) 70. je dan godine po gregorijanskom kalendaru (71. u prijestupnoj godini).
Do kraja godine ima još 295 dana.

## Događaji
- 1712. – Hrvatski sabor donio Hrvatsku pragmatičku sankciju.
- 1960. – Chuck Berry osuđen je na pet godina zatvora i kažnjen s 5.000 dolara kazne, nakon što ga je porota zbog nemoralnih namjera u Missouriju proglasila krivim jer je prevozio 14-godišnju djevojčicu iz El Pasa u St. Louis. Nakon uložene žalbe presuda je poništena radi sučevih rasnih komentara te je naređeno novo suđenje.
- 1975. – Ugušena vojna buna u Lisabon
- 1977. – Roman Polanski optužen za silovanje 13-godišnjakinje
- 1981. – Izbile albanske demonstracije na Kosovu.
- 1985. – Mihail Gorbačov izabran za generalnog sekretara CK KPSS-a
- 2004. – Al-Kaida izvela terorističke napade na Madrid
- 2006. – u pritvoru u Scheweningenu umro bivši srbijanski predsjednik Slobodan Milošević, kojem je trajalo suđenje za zločine počinjene na prostoru bivše Jugoslavije
- 2011. – Potres u Sendaiju dogodio se u 14:46 po lokalnom vremenu, magnitude 9,0 Mw s epicentrom u Tihom oceanu, oko 130 kilometara istočno od japanskoga obalnog grada Sendaija (regija Tohoku, otok Honshū), koji je rezultirao ljudskim žrtvama, nemjerljivom materijalnom štetom i katastrofalnim cunamijem s valovima visine do 10 metara.
- 2020. – SZO proglasila prethodnu epidemiju koronavirusa, pandemijom.

| - 1544. – Torquato Tasso, talijanski pjesnik († 1595.) - 1818. – Marius Petipa, francuski i ruski baletan († 1910.) - 1910. – Jacinta Marto, portugalska katolička blaženica († 1920.) - 1924. – Tea Altaras, hrvatsko - njemačka arhitektica († 2004.) - 1937. – Jovan Divjak, bosanksohercegovački general († 2021.) - 1972. – Tarik Filipović, filmski i kazališni glumac, tv voditelj - 1974. – Sven Šestak, hrvatski glumac - 1981. – Anton Yelchin, američki filmski i televizijski glumac († 2016.) - 1957. – Qasem Soleimani, iranski general († 2020.) - 1970. – Luka Mišetić, hrvatski i američki odvjetnik - 1986. – Dario Cologna, švicarski nordijski skijaš | - 1575. – Matija Vlačić Ilirik, protestantski teolog, povjesničar i filolog (* 1520.) - 1867. – Dragojlo Kušlan, hrvatski odvjetnik i političar (* 1817.) - 1908. – Edmondo De Amicis, talijanski književnik (* 1846.) - 1951. – Janoš Županek, slovenski (prekomurski pjesnik i pisac (* 1861.) - 1955. – Sir Alexander Fleming, škotski biolog koji je otkrio penicilin (* 1881.) - 2002. – Franjo Kuharić, zagrebački nadbiskup i kardinal (* 1919.) - 2006. – Slobodan Milošević, srpski političar i optuženik za ratne zločine (* 1941.) - 2016. – Dragan Nikolić, srpski glumac, suprug Milene Dravić (* 1943.) |

## Blagdani i spomendani
- Svjetski dan bubrega

## Imendani
- Firmin
- Tvrtko
- Blanka
- Kandid